# Mulgedium
Mulgedium là một chi thực vật có hoa trong họ Cúc (Asteraceae).

## Loài
Chi Mulgedium gồm các loài: